# Akira Watanabe
Akira Watanabe (jap. 渡辺暁 Watanabe Akira; ur. 1 marca 1972 w Tokio) – japoński szachista, mistrz FIDE od 1997 roku.

## Kariera szachowa
Dwukrotnie (1990, 1991) zdobył tytuł mistrza Japonii juniorów, był również dwukrotnym mistrzem kraju studentów (1992, 1993). W 1988 r. reprezentował Japonię na mistrzostwach świata juniorów do 18 lat, natomiast w latach 1990 i 1991 – w kategorii do 20 lat. W 1993 r. reprezentował narodowe barwy na rozegranych w Paranagui młodzieżowych (do 26 lat) drużynowych mistrzostwach świata, zdobywając złoty medal za indywidualny wynik na I szachownicy. Wkrótce awansował do ścisłej czołówki japońskich szachistów. W latach 1994, 1996, 2000, 2012 i 2014 pięciokrotnie uczestniczył w szachowych olimpiadach (w tym raz – w 2000 r. – na I szachownicy). Wielokrotnie startował w finałach indywidualnych mistrzostw kraju, trzykrotnie (1999, 2000 i 2001) zdobywając złote medale. W 1996 r. podzielił III-V miejsce w cyklicznym turnieju First Saturday (edycja FS03 IM) w Budapeszcie, natomiast w 1998 r. reprezentował Japonię na mistrzostwach świata studentów (rozegranych w Rotterdamie) oraz na turnieju strefowym (eliminacji mistrzostw świata) w Rangunie, dzieląc wspólnie z Đào Thiên Hảiem VI-VII miejsce w stawce 30 zawodników. W 2001 r. podzielił II-III miejsce w międzynarodowym kołowym turnieju w Meksyku, natomiast w 2009 r. zdobył w Tokio brązowy medal indywidualnych mistrzostw Japonii (na 2010 rok) oraz po raz drugi w karierze uczestniczył w turnieju strefowym, rozegranym w Ho Chi Minh.
Najwyższy ranking w dotychczasowej karierze osiągnął 1 stycznia 2000 r., z wynikiem 2388 punktów zajmował wówczas 1. miejsce wśród japońskich szachistów.